# Gesù Nazareno
Gesù Nazareno all'Argentina ou Igreja de Jesus Nazareno, chamada geralmente apenas de Gesù Nazareno, é uma igreja de Roma, Itália, localizada no rione Sant'Eustachio, na via dei Barbieri. É dedicada a Jesus de Nazaré.
É uma igreja anexa da paróquia de Santi Biagio e Carlo ai Catinari.

## História
Trata-se de uma igrejinha antigamente chamada de "de' Filonardi" ou "del Crocifisso" e dedicada à Santíssima Trindade. Antigamente, moravam na casa anexa alguns terceiros franciscanos. O colégio dos barbeiros (como eram chamados os médicos na Idade Média), a quem foi entregue a igreja no século XVI, reformou o edifício em 1622 e reconsagrou-o aos dois santos padroeiros dos médicos, Cosme e Damião, rebatizando-a de Santi Cosma e Damiano dei Barbieri. A igreja foi depois quase completamente reconstruída entre 1722 e 1724. 
Depois da unificação italiana (1870), foi desconsagrada e, em 1896, foi entregue à "Arquiconfraria de Jesus Nazareno" (em italiano:  Arciconfraternita di Gesù Nazareno), que a rebatizou com o nome atual.
No interior há uma "Santa Helena" atribuída a Pomarancio e, no convento vizinho, pode ser admirada uma "Santa Catarina de Alexandria" de Cavalier d'Arpino.